# Dirty Sexy Money (canção)
"Dirty Sexy Money" é uma canção do DJ francês David Guetta com a produção do DJ e produtor holandês Afrojack, e conta com a participação da cantora britânica Charli XCX e do rapper marroquino-americano French Montana. Foi lançada em 3 de novembro de 2017 como segundo single do sétimo álbum de estúdio de Guetta, 7 (2018).

## Faixas e formatos
| Descarga digital |                                                                        |         |  |
| N.º              | Título                                                                 | Duração |  |
| 1.               | "Dirty Sexy Money" (com a participação de Charli XCX e French Montana) | 2:47    |  |

| Descarga digital - remixes |                                                                                           |         |  |
| N.º                        | Título                                                                                    | Duração |  |
| 1.                         | "Dirty Sexy Money" (com a participação de Charli XCX e French Montana (Cesqeaux remix)    | 3:00    |  |
| 2.                         | "Dirty Sexy Money" (com a participação de Charli XCX e French Montana (Mesto remix)       | 3:40    |  |
| 3.                         | "Dirty Sexy Money" (com a participação de Charli XCX e French Montana (Joe Stone remix)   | 4:57    |  |
| 4.                         | "Dirty Sexy Money" (com a participação de Charli XCX e French Montana (Kiida remix)       | 3:11    |  |
| 5.                         | "Dirty Sexy Money" (com a participação de Charli XCX e French Montana (Banx & Ranx remix) | 3:06    |  |
| 6.                         | "Dirty Sexy Money" (com a participação de Charli XCX e French Montana (Tom Martin remix)  | 3:52    |  |

## Créditos
Lista de créditos adaptados do serviço Tidal:
- David Guetta; composição, produção
- Afrojack; composição, produção
- Charli XCX; composição, vocais
- French Montana; composição, vocais
- Noonie Bao; composição
- Alex "A. G." Cook; composição
- Skrillex; produção
- Daddy's Groove; masterização, mixagem